# Hydropsyche fulvipes
Hydropsyche fulvipes – gatunek owada wodnego z rzędu chruścików i rodziny wodosówkowatych (Hydropsychidae). Larwy budują sieci łowne, są wszystkożernymi filtratorami, żyją w strumieniach (rhitral), także w odcinkach przyźródłowych (epirhitral). Gatunek rzadki w Polsce.